# Réséda jaune
Reseda lutea
Espèce
Classification phylogénétique

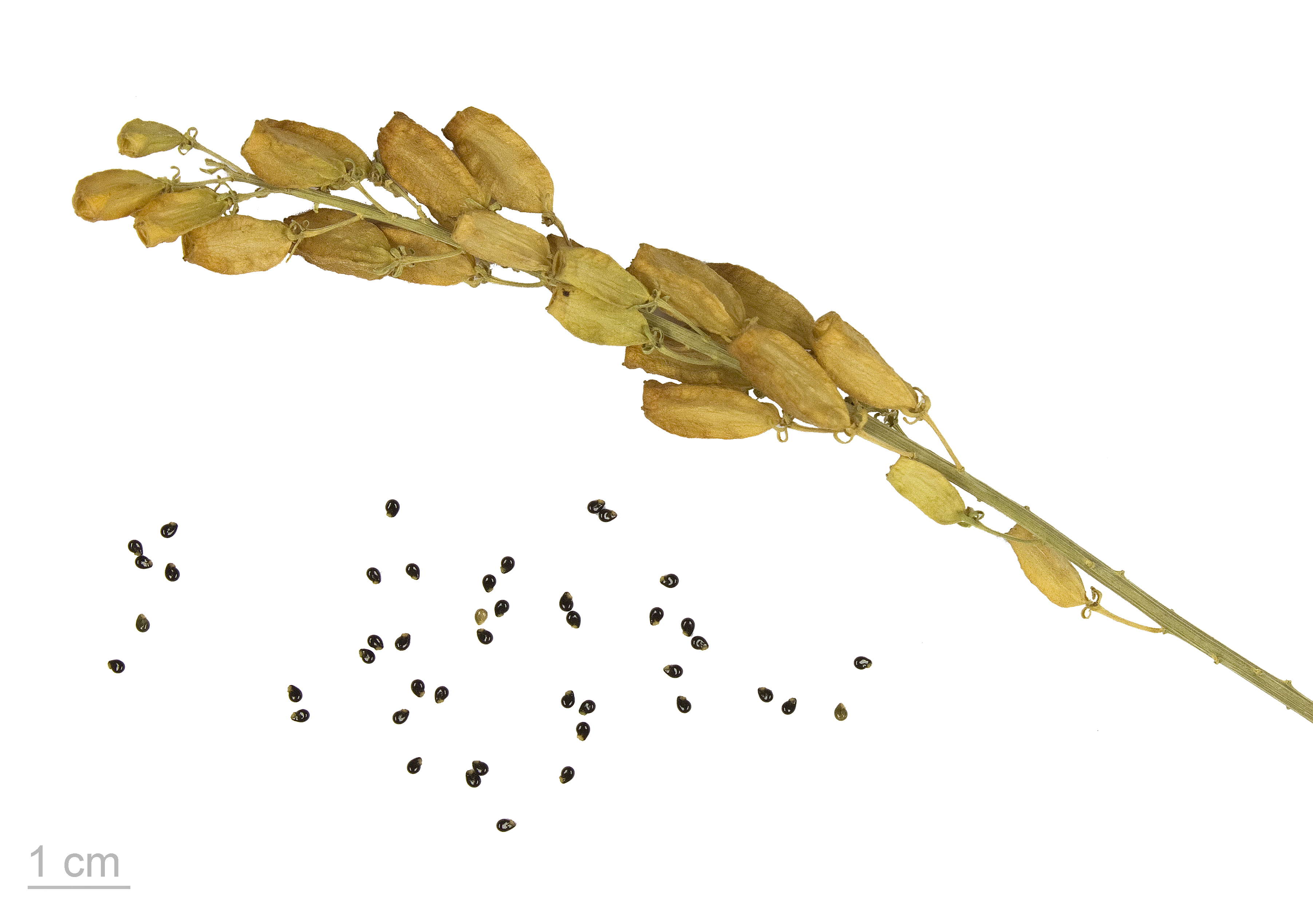
Reseda lutea - Muséum de Toulouse

Le Réséda jaune ou  réséda sauvage (Reseda lutea) est une plante herbacée bisannuelle de la famille des résédacées.

## Dénomination
Noms vernaculaires : réséda jaune, réséda sauvage, réséda bâtard, faux réséda.
Reseda lutea se nomme  wild mignonette en anglais, Gelber Wau en allemand, gabarro en espagnol et reseda comune en italien.

### Sous-espèce
Reseda lutea subsp. lutea var. lutea qui en France n'est présent qu'en Île-de-France, en Corse et dans les départements de Savoie.

## Description
Plante annuelle, bisannuelle à vivace, de 20 à 70 cm de haut, aux tiges vert pâle. C’est une plante polymorphe. Les feuilles, rudes, sont oblongues à la base, alors que les feuilles supérieures, ondulées, à bords gaufrés sont pennipartites. Les fleurs jaunâtres à verdâtres, à six pétales et six sépales, sont groupées en grappes allongées au sommet.

### Caractéristiques
- Organes reproducteurs
  - Couleur dominante des fleurs : jaunâtre
  - Période de floraison : juin-octobre
  - Inflorescence : racème simple
  - Sexualité : hermaphrodite
  - Ordre de maturation : homogame
  - Pollinisation : entomogame, autogame
- Graine
  - Fruit : capsule
  - Dissémination : épizoochore

Données d'après : Julve, Ph., 1998 ff. - Baseflor. Index botanique, écologique et chorologique de la flore de France. Version : 23 avril 2004.

## Distribution

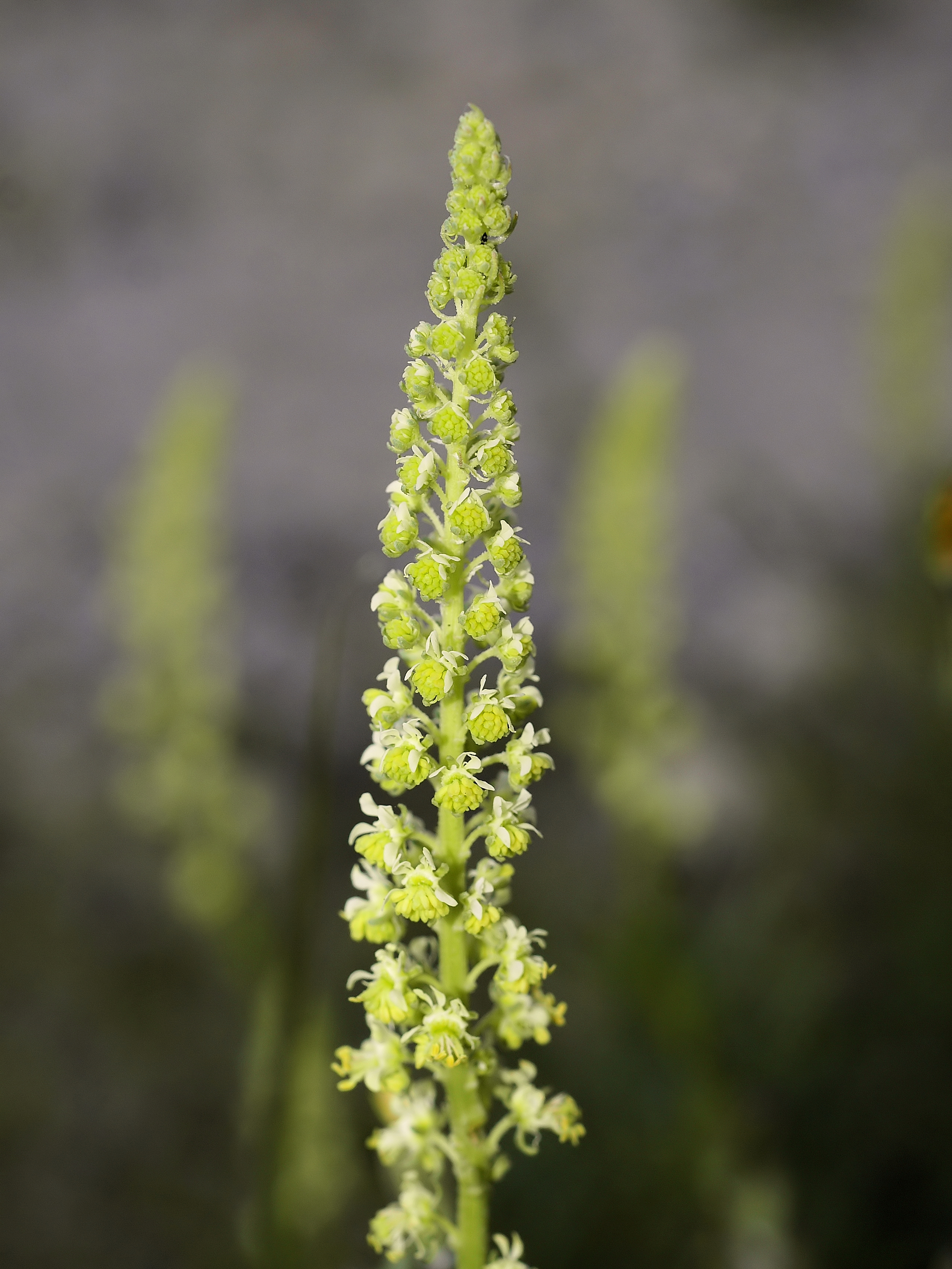
Hampe de fleurs de réséda jaune

Très commun surtout sur les sols calcaires, les lieux pierreux et caillouteux et les friches.
Le réséda jaune est présent en Europe centrale et méridionale, en Asie occidentale et en Afrique septentrionale.
Il serait présent dans tous les départements de France métropolitaine.

## Utilisation
Reseda lutea possède des propriétés médicinales diurétiques et sudorifiques.
Les jeunes pousses sont comestibles crues, en salade pour les feuilles ou préparées comme des asperges pour les tiges.